# Jørgen Ingmann
Jørgen Ingmann (Copenhaga, 26 de abril de 1925 - 21 de março de 2015) foi um cantor e músico dinamarquês.
Ele trabalhou com Svend Asmussen, músico de de jazz, durante os anos 1940 e parte dos anos 1950.
Nos finais da década de 1950, mudou o seu nome artístico para Jørgen Ingmann and his guitar. Através desse nome, ele gravou o single "Apache", em 1961, que subiu ao  #4 no Canadá e #2 nos Estados Unidos da América. Ele fez uma versão da canção "Anna" de He remade Silvana Mangano, com sucesso moderado no top  estado-unidense.
Canções famosas dele foram "Tequila (que ele também gravou nos anos 1960 com the Champs) e uma versão de Pinetop Perkins, "Pinetop's Boogie Woogie" (1962).
Ele trabalhou como membro do dueto Grethe og Jørgen Ingmann(Grethe e Jørgen Ingmann), com a sua mulher Grethe Ingmann. Depois da vitória no Dansk Melodi Grand Prix em 1963, eles representaram a Dinamarca no Festival Eurovisão da Canção 1963, onde venceram com a canção "Dansevise", música de Otto Francker e letra de Sejr Volmer-Sørensen.
Ele e Grethe conheceram-se em 1955, casaram em 1956 e separaram-se em 1975.